# Neosticta fraseri
Neosticta fraseri – gatunek ważki z rodziny Isostictidae.